# Plymouth
 For alternative betydninger, se Plymouth (flertydig). (Se også artikler, som begynder med Plymouth)
Plymouth er en by beliggende i Devon i det sydvestlige England med 267.918(2016) indbyggere. Den er kendt for at være udgangspunkt for flere af Francis Drakes togter, og han blev valgt til borgmester i byen.

## Flådestation
Også i nyere tid har byen været en central flådehavn, hvilket gjorde, at den var genstand for heftige tyske bombardementer under 2. verdenskrig. Den ene af de britiske flådestationer, HMNB Devonport, ligger i Plymouth.

## City
Plymouth fik status som city i 1928.

## Religion
Plymouth har haft en katolsk domkirke siden 1858. Devons anglikanske domkirke ligger i Exeter. 